# Primeira Liga Chinesa
A Primeira Liga Chinesa (em chinês:  中国足球协会甲级联赛; pronúncia: Zhōngguó Zúqiú Xiéhuì Jiǎjí Liánsài), também conhecida como Liga Jia Chinesa (em chinês: 中甲联赛) é a segunda divisão do futebol chinês.
Antes da formação da Super Liga Chinesa, a Liga Jia era conhecida como Liga Jia B, assim como a Super Liga Chinesa se chamava Jia A.[carece de fontes?]
Atualmente, é composto por 16 equipes. No final de cada temporada, as duas principais equipes são promovidas para o CSL e as duas equipes mais baixas da CSL são relegadas para a China League One. Os dois melhores times da China League Two são promovidos e substituem as duas equipas mais baixas da China League One.[carece de fontes?]